# Rouvrois-sur-Meuse
Rouvrois-sur-Meuse [rúvroa syr moez] je francouzská obec v departementu Meuse v regionu Grand Est. Žije zde 195 obyvatel.

## Geografie

### Sousední obce
| Růžice kompasu |             | Lacroix-sur-Meuse  |            | Růžice kompasu |
| Růžice kompasu | Bannoncourt | Sever              | Lamorville | Růžice kompasu |
| Růžice kompasu | Bannoncourt | Rouvrois-sur-Meuse | Lamorville | Růžice kompasu |
| Růžice kompasu | Bannoncourt | Jih                | Lamorville | Růžice kompasu |
| Růžice kompasu | Maizey      |                    |            | Růžice kompasu |